# تأليف أكاديمي
التأليف الأكاديمي للمقالات والكتب وغيرها من الأعمال الأصلية هي الوسائل يعتمد عليها الأكاديميون للتواصل ولنشر نتائج العمل العلمي.
التأليف أساسي لتقييم الموظفين الأكاديميين من أجل التوظيف اوالترقية. من خلال النشر الأكاديمي يقوم المساهمون فيها بنشرالمساهمات الفكرية نتاج الانتهاء من بحث معين. وفقا لبعض المعايير، حتى كتابة المقال بأكمله لن تشكل التأليف إلا إذا كان الكاتب شارك أيضا في مرحلة واحدة على الأقل من مراحل المشروع.

## تعريف
الإرشادات حول تعيين التأليف تختلف بين المؤسسات والتخصصات. قد تكون رسمية أو مجرد ثقافة في التخصص. التطبيق غير الصحيح لقواعد التأليف تؤدي أحيانا إلى تهمة سوء السلوك الأكاديمي وإلى عقوبات على المخالف.

### التأليف في العلوم الطبيعية
لا تمتلك العلوم الطبيعية معايير واضحة للتأليف، ولكن قامت بعض المجلات والمؤسسات بوضع مبادئ توجيهية للعمل بها. . الجمعية الكيميائية الأمريكية تنص مثلا على أن أي مؤلف «يتقاسم المسؤولية والمساءلة عن النتائج»

### التأليف في الرياضيات، علوم الكمبيوتر النظرية وفيزياء الطاقة العالية
في مجال الرياضيات، يتم ترتيب والكتاب المؤلفين وفق الترتيب الأبجدي. هذا الاستخدام هو موضح في «المعلومات والبيانات على ثقافة البحث العلمي والمنح الدراسية في الرياضيات» في قسم من موقع المجتمع الاميركي الرياضية. 
نفس القاعدة تستعمل في فروع أخرى من المعرفة مثل الاقتصاد أوإدارة الأعمال أو المالية أو فيزياء الجسيمات.

## التأليف الفخري
التأليف الفخري هو ادراج اسم أولئك الذين لعبوا دورا كبيرا في العمل في لائحة المؤلفين. هناك مجموعة متنوعة من أسباب التاليف الفخري. في الأكاديمية الوطنية للعلوم بالولايات المتحدة، يحذر من أن مثل هذه الممارسات تقوم «بالتقليل من مساهمة الناس الذين قاموا فعلا بالعمل وبتضخيم اولائك المستفيدين من 'التكريم' مما يجعل إسناد الائتمان أكثر صعوبة.»